# Stazione di Battaglia Terme
Stazione di Battaglia Terme vasútállomás Olaszországban, Veneto régióban, Battaglia Terme településen.

## Vasútvonalak
Az állomást az alábbi vasútvonalak érintik:
- Padova–Bologna-vasútvonal

## Kapcsolódó állomások
A vasútállomáshoz az alábbi állomások vannak a legközelebb: 
- Stazione di Monselice
- Stazione di Terme Euganee-Abano-Montegrotto